# Lindsaea capillacea
Lindsaea capillacea är en ormbunkeart som beskrevs av Christ. Lindsaea capillacea ingår i släktet Lindsaea och familjen Lindsaeaceae. Inga underarter finns listade.